# Heliophanus pulverulentus
Heliophanus pulverulentus är en spindelart som först beskrevs av Charles Athanase Walckenaer 1805.  Heliophanus pulverulentus ingår i släktet Heliophanus, och familjen hoppspindlar. Inga underarter finns listade.